# Bagh-e Yasam
Bagh-e Yasam (en persan : باغ ياسم romanisé en Bāgh-e Yāsam) est un village de la province de Kermanshah en Iran. Lors du recensement de 2006, sa population était de 46 habitants pour 9 familles.